# Kasrat Szajch al-Dżuma
Kasrat Szajch al-Dżuma – miejscowość w Syrii, w muhafazie Ar-Rakka, w dystrykcie Ar-Rakka. W 2004 roku liczyła 2956 mieszkańców.